# 史万宝
史万宝，隋唐之际京兆杜陵（今西安）人。隋朝名将史万岁之弟。唐朝初期的第二等佐命功臣，封爵原国公，死后谥号肃。

## 生平
原是京师长安的游侠儿，617年，李渊在太原起兵，族弟李神通在鄠县与史万宝、河东裴勣、柳崇礼等人举兵应援，并与盩厔的平阳公主连结，攻下鄠县。李神通自称关中道行军总管，以史万宝为副总管，裴勣为长史，柳崇礼为司马，令狐德棻为记室。618年，李渊入长安建丞相府，史万宝任相府功曹参军，封大平县开国公。之后世子李建成、赵公李世民为左右二元帅，率军攻略东都洛阳，史万宝为行军总管、右翊卫将军，数月东都未能攻下，时值夏月农忙，遂自东都班师，留史万宝、盛彦师镇宜阳（今河南省宜阳县西），吕绍宗、任瓌镇新安（今河南省洛阳市西新安县），以防御王世充。不久宜阳郡改称熊州，史万宝任刺史。
同年十月，李密为王世充所败，率众降唐。十二月三十，李密东走，想脱离唐朝，史万宝认为憑李密的才能加之有王伯当的帮助，其部下士兵又皆思东归，是不可抵挡的。但盛彦师却独自领兵在熊耳山的山间小路截击，杀死李密和王伯当。盛彦师以功赐爵葛国公，仍与史万宝镇熊州（宜阳）。
武德三年（620年）七月，秦王李世民总率诸军攻打洛阳的王世充，命史万宝自宜阳南据龙门，刘德威自太行东围河内，王君廓自洛口断敌粮道，黄君汉夜袭攻克回洛城。唐军占领黄河已南，进驻邙山。次年（621年）五月，唐军大破窦建德援军于虎牢，王世充无助之下投降。史万宝以功升任山东行台民部尚书，进封原国公。
武德五年（622年），窦建德故将刘黑闼借兵于突厥，恢复了河北原夏国故地。唐高祖派遣19岁的淮阳王李道玄为山东道行军总管、原国公史万宝为副，进行征讨，在下博（今河北深县西南）之战中，因唐军主帅两人不和，李道玄领军为前锋，深入阵中，而史万宝在后督军，拥兵不进，他对亲卫说：“吾奉手诏，言淮阳小兒虽名为将，而军之进止皆委于吾。今其轻脱，越泞交战，大军若动，必陷泥溺，莫如结阵以待之，虽不利于王，而利于国。”李道玄遂为敌所擒，全军尽没，而史万宝轻骑逃回。
战败的史万宝没有受到惩罚，唐军在武德五年三月击破刘黑闼后，继续向兖州的徐圆朗进军，《资治通鉴》载：“夏四月丙子，行台民部尚书史万宝攻徐圆朗陈州（今河南淮阳），拔之。”其后史万宝事迹不明。

## 后事及研究
据其子史怀训的墓志：史万宝祖父史归，魏骠骑将军、陇西道都督、原州刺史、灵武郡开国公。父史静，宇文朝、开府仪同三司、泾州总管、原兰河渭等六州诸军事、六州刺史、大平县开国公。史万宝，唐大丞相府功曹参军、左光禄大夫、右卫将军，袭封大平县开国公。抢杀李密，从平王充、窦建德，迁民部尚书，检校洛州都督，佐命功惠第二等，原国公，谥曰肃。